# 알렉산다르 블라호비치
알렉산다르 블라호비치(Aleksandar Vlahović, 1969년 7월 24일)는 몬테네그로 출신의 축구 선수이다. 1998년 8월 K리그 대우 로얄즈에 입단하여 9월부터 3개월간 임대로 활약하였다. 포지션은 공격수로 리그컵 1경기에 출장하여 1득점의 기록을 남겼다. 유고 명문 FK 츠르베나 즈베즈다 출신이다. 같은 알렉스라는 등록명을 사용하는 1993년 동일한 팀인 대우 로얄즈에서 활약했던 알렉산다르 조제비치와는 동명이인이었지만 같은 선수로 잘못 알려졌다. 현재 등록명은 알렉스2이다.